# Немања Матовић
Немања Матовић (Фоча, 29. јун 1991) је босанскохерцеговачки фудбалер који тренутно наступа за Рудар из Приједора. Игра на позицији дефанзивног везног играча.

## Каријера
Матовић своју фудбалску каријеру започиње у родној Фочи, где је играо за локалну Сутјеску до 2010. године. Након тога прелази у Београд и приступа Бежанији. Наступајући за овај клуб, забележио је 160 првенствених наступа у Првој лиги Србије и постигао 6 голова. Остварио се и као капитен екипе. Провео је неко време у првој половини 2017. године као играч шабачке Мачве, са којом се пласирао у Суперлигу Србије. Ипак, лета исте године прелази у Раднички из Пирота. Почетком фебруара 2018. године, Матовић прелази у екипу београдског Синђелића. Након полусезоне у Синђелићу, у јулу 2018. прелази у Слогу из Горњег Црњелова. Годину дана касније прелази у Рудар из Приједора.

## Статистика

#### Клупска
| Клуб             | Сезона   | Лига             | Лига | Лига   | Национални куп | Национални куп | Европа | Европа | Остало | Остало | Укупно | Укупно |
| Клуб             | Сезона   | Дивизија         | Нас. | Голова | Нас.           | Голова         | Нас.   | Голова | Нас.   | Голова | Нас.   | Голова |
| ---------------- | -------- | ---------------- | ---- | ------ | -------------- | -------------- | ------ | ------ | ------ | ------ | ------ | ------ |
| Бежанија         | 2010/11. | Прва лига Србије | 20   | 0      | —              | —              | —      | —      | —      | —      | 20     | 0      |
| Бежанија         | 2011/12. | Прва лига Србије | 27   | 0      | —              | —              | —      | —      | —      | —      | 27     | 0      |
| Бежанија         | 2012/13. | Прва лига Србије | 25   | 0      | 1              | 0              | —      | —      | —      | —      | 26     | 0      |
| Бежанија         | 2013/14. | Прва лига Србије | 23   | 1      | 1              | 0              | —      | —      | —      | —      | 24     | 1      |
| Бежанија         | 2014/15. | Прва лига Србије | 26   | 2      | 1              | 0              | —      | —      | —      | —      | 27     | 2      |
| Бежанија         | 2015/16. | Прва лига Србије | 26   | 3      | 2              | 0              | —      | —      | —      | —      | 28     | 3      |
| Бежанија         | 2016/17. | Прва лига Србије | 13   | 0      | 1              | 0              | —      | —      | —      | —      | 14     | 0      |
| Бежанија         | Укупно   | Укупно           | 160  | 6      | 6              | 0              | —      | —      | —      | —      | 166    | 6      |
| Мачва Шабац      | 2016/17. | Прва лига Србије | 6    | 0      | —              | —              | —      | —      | —      | —      | 6      | 0      |
| Раднички Пирот   | 2017/18. | Прва лига Србије | 14   | 0      | 1              | 0              | —      | —      | —      | —      | 15     | 0      |
| Синђелић Београд | 2017/18. | Прва лига Србије | 0    | 0      | —              | —              | —      | —      | —      | —      | 0      | 0      |
| Каријера         | Каријера | Каријера         | 180  | 6      | 7              | 0              | —      | —      | —      | —      | 187    | 6      |

- Ажурирано 11. децембра 2017. године

## Трофеји
Мачва Шабац
- Прва лига Србије: 2016/17.